# Михайлов, Владимир Петрович (физиолог)
 Влади́мир Петро́вич Миха́йлов  (1855—1901) — русский физиолог; поэт.

## Биография
Дворянин Симбирской губернии и сын коллежского асессора родился 21 ноября (3 декабря) 1855 года в Симбирске.
Воспитывался в Симбирской гимназии, затем окончил Императорский Санкт-Петербургский университет. В августе 1874 года при обыске студента Викторова было найдено письмо к нему «весьма подозрительного характера»; Михайлов был арестован и привлечён к дознанию, производившемуся в Симбирске; освобожден из-под стражи 2 декабря 1874 года и 18 июля 1875 года дело о нём за недостатком улик прекращено.
С 1882 по 1888 год состоял ассистентом по кафедре физиологии профессора И. М. Сеченова. В 1885 году защитил диссертацию на степень магистра зоологии «К учению о животных красках», в 1888 году — диссертацию на степень доктора зоологии «О студенистом состоянии белковых тел».
С 1885 по 1889 год приват-доцентом читал на кафедре зоологии и сравнительной анатомии физико-математического факультета лекции по физиологической химии, в 1888/1889 учебном году вёл практические занятия по физиологическому отделу химии.
Член Петербургского общества естествоиспытателей по отделению зоологии и физиологии.
В «Русской мысли», «Русском богатстве», «Слове», «Вестнике Европы» и др. под псевдонимом Вл. Мартов были напечатаны его стихотворения.
В источниках указывается обычно год смерти 1897-й, но достоверно известно, что он умер 5 (18) марта 1901 года в Твери.

## Память
Его именем названа улица в Заволжском районе Ульяновска.